# Quadricoma scanica
Quadricoma scanica är en rundmaskart som först beskrevs av Allgen 1935.  Quadricoma scanica ingår i släktet Quadricoma och familjen Desmoscolecidae. Arten är reproducerande i Sverige. Inga underarter finns listade i Catalogue of Life.